# 1998-as afrikai nemzetek kupája
1998-ban került megrendezésre a 21. afrikai nemzetek kupája. A házigazda Burkina Faso volt, a viadalnak két város  adott otthont. A végső győzelmet Egyiptom válogatottja szerezte meg, az együttes a döntőben Dél-afrika csapatát múlta felül 2-0 arányban.

## Helyszínek
| Város          | Stadion               | Befogadóképesség |
| -------------- | --------------------- | ---------------- |
| Ouagadougou    | Augusztus 4-e Stadion | 40,000           |
| Bobo-Dioulasso | Városi Stadion        | 40,500           |
| Ouagadougou    | Városi Stadion        | 30,000           |

## Selejtezők
Az Afrikai Labdarúgó-szövetség 28 tagja nevezett a kontinensviadalra. A válogatottakat hét négyes csoportba sorsolták, mindegyik csoport első két helyezettje jutott ki a kontinensviadalra, ahova automatikusan kvalifikálta magát a házigazda Burkina Faso valamint a címvédő, Dél-afrikai Köztársaság.

## Részt vevő csapatok
| - Algéria - Angola - Burkina Faso (házigazda) - Dél-afrikai Köztársaság (címvédő) - Egyiptom - Elefántcsontpart - Ghána - Kamerun | - Kongói DK - Guinea - Marokkó - Mozambik - Namíbia - Togo - Tunézia - Zambia |  |

## Játékvezetők
| Afrika - Karim Dahou - Ian McLeod - Gamál al-Gandúr - Kine Tibebu - Pierre Mounguegui - Mamadouba Camara - Omer Yengo - Sidi Bekaye Magassa - Said Belqola - Lim Kee Chong - Lucien Bouchardeau - Olufunmi Olaniyan | Afrika (folyt.) - Falla Ndoye - Charles Masembe Európa - Kim Milton Nielsen Ázsia - Kim Jongdzsu - Abdul Rahman Al-Zeid |

## Eredmények

### Csoportkör

#### A csoport
| Csapat       | M | Gy | D | V | Rg | Kg | Gk | P |
| ------------ | - | -- | - | - | -- | -- | -- | - |
| Kamerun      | 3 | 2  | 1 | 0 | 5  | 3  | +2 | 7 |
| Burkina Faso | 3 | 2  | 0 | 1 | 3  | 2  | +1 | 6 |
| Guinea       | 3 | 1  | 1 | 1 | 3  | 3  | 0  | 4 |
| Algéria      | 3 | 0  | 0 | 3 | 2  | 5  | -3 | 0 |

| 1998. február 7. 16:00 |

| Burkina Faso | 0–1   | Kamerun    |
| ------------ | ----- | ---------- |
|              | (0–1) | Tchami 20' |

| Augusztus 4-e Stadion, Ouagadougou Nézőszám: 30 000 Játékvezető: Gamál al-Gandúr (Egyiptom) |

| 1998. február 8. 20:30 |

| Algéria | 0–1   | Guinea     |
| ------- | ----- | ---------- |
|         | (0–1) | Oularé 19' |

| Városi Stadion, Ouagadougou Nézőszám: 3 000 Játékvezető: Lim Kee Chong (Mauritius) |

| 1998. február 11. 15:00 |

| Kamerun            | 2–2   | Guinea         |
| ------------------ | ----- | -------------- |
| Tchami 9' Womé 44' | (2–0) | Oularé 46' 77' |

| Városi Stadion, Ouagadougou Nézőszám: 2 000 Játékvezető: Kim Jongdzsu (Dél-Korea) |

| 1998. február 11. 20:00 |

| Burkina Faso                           | 2–1   | Algéria             |
| -------------------------------------- | ----- | ------------------- |
| K. Ouédraogo 65' (11-esből) Traoré 77' | (0–0) | Saïb 82' (11-esből) |

| Augusztus 4-e Stadion, Ouagadougou Nézőszám: 35 000 Játékvezető: Pierre Mounguegui (Gabon) |

| 1998. február 15. 16:00 |

| Burkina Faso | 1–0   | Guinea |
| ------------ | ----- | ------ |
| Kambou 85'   | (0–0) |        |

| Augusztus 4-e Stadion, Ouagadougou Nézőszám: 40 000 Játékvezető: Omer Yengo (Kongó) |

| 1998. február 15. 16:00 |

| Kamerun            | 2–1   | Algéria   |
| ------------------ | ----- | --------- |
| Job 47' Tchami 65' | (0–1) | Dziri 40' |

| Városi Stadion, Ouagadougou Nézőszám: 1 000 Játékvezető: Kine Tibebu (Etiópia) |

#### B csoport
| Csapat    | M | Gy | D | V | Rg | Kg | Gk | P |
| --------- | - | -- | - | - | -- | -- | -- | - |
| Tunézia   | 3 | 2  | 0 | 1 | 5  | 4  | +1 | 6 |
| Kongói DK | 3 | 2  | 0 | 1 | 4  | 3  | +1 | 6 |
| Ghána     | 3 | 1  | 0 | 2 | 3  | 3  | 0  | 3 |
| Togo      | 3 | 1  | 0 | 2 | 4  | 6  | -2 | 3 |

| 1998. február 9. 16:00 |

| Kongói DK                              | 2–1   | Togo         |
| -------------------------------------- | ----- | ------------ |
| Tondelua 57' (11-esből) 73' (11-esből) | (0–0) | Tchangai 90' |

| Városi Stadion, Ouagadougou Nézőszám: 4 000 Játékvezető: Said Belqola (Marokkó) |

| 1998. február 9. 20:30 |

| Ghána               | 2–0   | Tunézia |
| ------------------- | ----- | ------- |
| Nyarko 8' Gargo 90' | (1–0) |         |

| Augusztus 4-e Stadion, Ouagadougou Nézőszám: 12 000 Játékvezető: Ian McLeod (Dél-afrika) |

| 1998. február 12. 16:00 |

| Tunézia                      | 2–1   | Kongói DK  |
| ---------------------------- | ----- | ---------- |
| Ben Slimane 31' Tlemçani 76' | (1–1) | Kimoto 36' |

| Városi Stadion, Ouagadougou Nézőszám: 1 000 Játékvezető: Kine Tibebu (Etiópia) |

| 1998. február 12. 20:30 |

| Togo               | 2–1   | Ghána                  |
| ------------------ | ----- | ---------------------- |
| Doté 26' Touré 90' | (1–0) | Johnson 83' (11-esből) |

| Augusztus 4-e Stadion, Ouagadougou Nézőszám: 3 000 Játékvezető: Omer Yengo (Kongó) |

| 1998. február 16. 17:00 |

| Kongói DK   | 1–0   | Ghána |
| ----------- | ----- | ----- |
| Kisombe 77' | (0–0) |       |

| Augusztus 4-e Stadion, Ouagadougou Nézőszám: 3 000 Játékvezető: Young-Joo Kim (Dél-Korea) |

| 1998. február 16. 17:00 |

| Tunézia                               | 3–1   | Togo                   |
| ------------------------------------- | ----- | ---------------------- |
| Tlemçani 9' Ben Slimane 12' Gabsi 80' | (2–1) | Assignon 4' (11-esből) |

| Városi Stadion, Ouagadougou Nézőszám: 800 Játékvezető: Pierre Mounguegui (Gabon) |

#### C csoport
| Csapat                  | M | Gy | D | V | Rg | Kg | Gk | P |
| ----------------------- | - | -- | - | - | -- | -- | -- | - |
| Elefántcsontpart        | 3 | 2  | 1 | 0 | 10 | 6  | +4 | 7 |
| Dél-afrikai Köztársaság | 3 | 1  | 2 | 0 | 5  | 2  | +3 | 5 |
| Angola                  | 3 | 0  | 2 | 1 | 5  | 8  | -3 | 2 |
| Namíbia                 | 3 | 0  | 1 | 2 | 7  | 11 | -4 | 1 |

| 1998. február 8. 15:00 |

| Dél-afrikai Köztársaság | 0–0   | Angola |
| ----------------------- | ----- | ------ |
|                         | (0–0) |        |

| Városi Stadion, Bobo-Dioulasso Nézőszám: 20 000 Játékvezető: Sidi Bekaye Magassa (Mali) |

| 1998. február 8. 18:00 |

| Elefántcsontpart                       | 4–3   | Namíbia                      |
| -------------------------------------- | ----- | ---------------------------- |
| Tchami 2' 39' Bakayoko 34' Diabaté 83' | (3–0) | Shivute 46' 73' Mannetti 70' |

| Városi Stadion, Bobo-Dioulasso Nézőszám: 20 000 Játékvezető: Karim Dahou (Algéria) |

| 1998. február 11. 17:15 |

| Elefántcsontpart | 1–1   | Dél-afrikai Köztársaság |
| ---------------- | ----- | ----------------------- |
| Ouattra 88'      | (0–1) | Mkhalele 8' (11-esből)  |

| Városi Stadion, Bobo-Dioulasso Nézőszám: 10 000 Játékvezető: Charles Masembe (Uganda) |

| 1998. február 12. 18:15 |

| Angola                                                    | 3–3   | Namíbia                     |
| --------------------------------------------------------- | ----- | --------------------------- |
| Lanzaro 46' Paulo Silva 67' (11-esből) Miguel Pereira 86' | (0–2) | Uri Khob 20' 51' Nauseb 33' |

| Városi Stadion, Bobo-Dioulasso Nézőszám: 2 000 Játékvezető: Falla N'Doye (Szenegál) |

| 1998. február 16. 20:00 |

| Elefántcsontpart                                  | 5–2   | Angola                        |
| ------------------------------------------------- | ----- | ----------------------------- |
| Guel 8' 23' Tiéhi 43' 81' (11-esből) Bakayoko 56' | (3–1) | Paulo Silva 27' Quinzinho 52' |

| Városi Stadion, Ouagadougou Nézőszám: 4 000 Játékvezető: Mamadouba Camara (Guinea) |

| 1998. február 16. 20:00 |

| Dél-afrikai Köztársaság | 4–1   | Namíbia    |
| ----------------------- | ----- | ---------- |
| McCarthy 8' 11' 19' 21' | (4–0) | Uutoni 68' |

| Városi Stadion, Bobo-Dioulasso Nézőszám: 9 500 Játékvezető: Karim Dahou (Algéria) |

#### D csoport
| Csapat   | M | Gy | D | V | Rg | Kg | Gk | P |
| -------- | - | -- | - | - | -- | -- | -- | - |
| Marokkó  | 3 | 2  | 1 | 0 | 5  | 1  | +4 | 7 |
| Egyiptom | 3 | 2  | 0 | 1 | 6  | 1  | +5 | 6 |
| Zambia   | 3 | 1  | 1 | 1 | 4  | 6  | -2 | 4 |
| Mozambik | 3 | 0  | 0 | 3 | 1  | 8  | -7 | 0 |

| 1998. február 9. 18:15 |

| Marokkó   | 1–1   | Zambia       |
| --------- | ----- | ------------ |
| Bahja 37' | (1–0) | Chilumba 87' |

| Városi Stadion, Bobo-Dioulasso Nézőszám: 10 000 Játékvezető: Abdul Rahman Al-Zeid (Szaúd-Arábia) |

| 1998. február 10. 18:00 |

| Egyiptom          | 2–0   | Mozambik |
| ----------------- | ----- | -------- |
| H. Hassan 14' 44' | (2–0) |          |

| Városi Stadion, Bobo-Dioulasso Nézőszám: 20 000 Játékvezető: Mamadouba Camara (Guinea) |

| 1998. február 13. 17:00 |

| Egyiptom                         | 4–0   | Zambia |
| -------------------------------- | ----- | ------ |
| H. Hassan 34' 57' 71' Radwan 80' | (1–0) |        |

| Városi Stadion, Bobo-Dioulasso Nézőszám: 5 000 Játékvezető: Kim Milton Nielsen (Dánia) |

| 1998. február 13. 20:00 |

| Marokkó                               | 3–0   | Mozambik |
| ------------------------------------- | ----- | -------- |
| Chiba 39' El Khattabi 40' Fertout 82' | (2–0) |          |

| Városi Stadion, Bobo-Dioulasso Nézőszám: 3 000 Játékvezető: Lucien Bouchardeau (Niger) |

| 1998. február 17. 16:00 |

| Zambia                           | 3–1   | Mozambik    |
| -------------------------------- | ----- | ----------- |
| Kilambe 16' Bwalya 43' Tembo 73' | (2–0) | Avelino 57' |

| Városi Stadion, Bobo-Dioulasso Nézőszám: 3 000 Játékvezető: Falla N'Doye (Szenegál) |

| 1998. február 17. 16:00 |

| Marokkó    | 1–0   | Egyiptom |
| ---------- | ----- | -------- |
| Hadzsí 90' | (0–0) |          |

| Városi Stadion, Ouagadougou Nézőszám: 500 Játékvezető: Kim Milton Nielsen (Dánia) |

### Egyenes kieséses szakasz
|  |                              |                         |                                |                                |   |                         |                           |                           |                           |                           |               |       |       |
|  | Negyeddöntők                 | Negyeddöntők            | Negyeddöntők                   |                                |   | Elődöntők               | Elődöntők                 | Elődöntők                 |                           |                           | Döntő         | Döntő | Döntő |
|  | Negyeddöntők                 | Negyeddöntők            | Negyeddöntők                   |                                |   | Elődöntők               | Elődöntők                 | Elődöntők                 |                           |                           | Döntő         | Döntő | Döntő |
|  | február 20. – Bobo-Dioulasso |                         |                                |                                |   |                         |                           |                           |                           |                           |               |       |       |
|  |                              |                         |                                |                                |   |                         |                           |                           |                           |                           |               |       |       |
|  | A1                           | Kamerun                 | 0                              |                                |   |                         |                           |                           |                           |                           |               |       |       |
|  | A1                           | Kamerun                 | 0                              | február 25. – Ouagadougou      |   |                         |                           |                           |                           |                           |               |       |       |
|  | B2                           | Kongói DK               | 1                              |                                |   |                         |                           |                           |                           |                           |               |       |       |
|  | B2                           | Kongói DK               | 1                              |                                |   | Kongói DK               | Kongói DK                 | 1                         |                           |                           |               |       |       |
|  | február 22. – Ouagadougou    |                         |                                |                                |   | Kongói DK               | Kongói DK                 | 1                         |                           |                           |               |       |       |
|  |                              |                         | Dél-afrikai Köztársaság (h.u.) | Dél-afrikai Köztársaság (h.u.) | 2 |                         |                           |                           |                           |                           |               |       |       |
|  | D1                           | Marokkó                 | Dél-afrikai Köztársaság (h.u.) | Dél-afrikai Köztársaság (h.u.) | 2 | 1                       |                           |                           |                           |                           |               |       |       |
|  | D1                           | Marokkó                 |                                |                                |   | 1                       | február 28. – Ouagadougou |                           |                           |                           |               |       |       |
|  | C2                           | Dél-afrikai Köztársaság | 2                              |                                |   |                         |                           |                           |                           |                           |               |       |       |
|  | C2                           | Dél-afrikai Köztársaság | 2                              |                                |   | Dél-afrikai Köztársaság | Dél-afrikai Köztársaság   | 0                         |                           |                           |               |       |       |
|  | február 21. – Ouagadougou    |                         |                                |                                |   | Dél-afrikai Köztársaság | Dél-afrikai Köztársaság   | 0                         |                           |                           |               |       |       |
|  |                              |                         | Egyiptom                       | Egyiptom                       | 2 |                         |                           |                           |                           |                           |               |       |       |
|  | B1                           | Tunézia                 | Egyiptom                       | Egyiptom                       | 2 | 1 (7)                   |                           |                           |                           |                           |               |       |       |
|  | B1                           | Tunézia                 | február 25. – Bobo-Dioulasso   |                                |   | 1 (7)                   |                           |                           |                           |                           |               |       |       |
|  | A2                           | Burkina Faso            | 1 (8)                          |                                |   |                         |                           |                           |                           |                           |               |       |       |
|  | A2                           | Burkina Faso            | 1 (8)                          |                                |   | Burkina Faso            | Burkina Faso              | 0                         | Bronzmérkőzés             | Bronzmérkőzés             | Bronzmérkőzés |       |       |
|  | február 21. – Ouagadougou    |                         |                                |                                |   | Burkina Faso            | Burkina Faso              | 0                         | Bronzmérkőzés             | Bronzmérkőzés             | Bronzmérkőzés |       |       |
|  |                              |                         | Egyiptom                       | Egyiptom                       | 2 |                         |                           | február 27. – Ouagadougou | február 27. – Ouagadougou | február 27. – Ouagadougou |               |       |       |
|  | C1                           | Elefántcsontpart        | Egyiptom                       | Egyiptom                       | 2 | 0 (4)                   |                           | február 27. – Ouagadougou | február 27. – Ouagadougou | február 27. – Ouagadougou |               |       |       |
|  | C1                           | Elefántcsontpart        |                                |                                |   |                         |                           | Kongói DK                 | Kongói DK                 | 4 (4)                     |               |       |       |
|  | D2                           | Egyiptom                | 0 (5)                          |                                |   |                         |                           | Kongói DK                 | Kongói DK                 | 4 (4)                     |               |       |       |
|  | D2                           | Egyiptom                | 0 (5)                          |                                |   | Burkina Faso            | Burkina Faso              | 4 (1)                     |                           |                           |               |       |       |
|  |                              |                         |                                |                                |   | Burkina Faso            | Burkina Faso              | 4 (1)                     |                           |                           |               |       |       |

#### Negyeddöntők
| 1998. február 20. 16:00 |

| Kamerun | 0–1   | Kongói DK    |
| ------- | ----- | ------------ |
|         | (0–1) | Tondelua 30' |

| Városi Stadion, Bobo-Dioulasso Nézőszám: 5 000 Játékvezető: Abdul Rahman Al-Zeid (Szaúd-Arábia) |

| 1998. február 21. 17:00 |

| Tunézia                                                                   | 1–1          | Burkina Faso                                                                              |
| ------------------------------------------------------------------------- | ------------ | ----------------------------------------------------------------------------------------- |
| Gabsi 89'                                                                 | (0–1, 1 - 1) | K. Ouédraogo 45' (11-esből)                                                               |
| Büntetőpárbaj                                                             |              |                                                                                           |
| Rouissi Badra Bouazizi Chihi Jelassi Baja Gabsi Godhbane Hicheri Trabelsi | 7 – 8        | S. Traoré F. Sanou Nana Tallé A. Ouédraogo Zongo B. Traoré Diabaté Liade Gnonka Coulibaly |

| Augusztus 4-e Stadion, Ouagadougou Nézőszám: 35 000 Játékvezető: Lim Kee Chong (Mauritius) |

| 1998. február 21. 20:00 |

| Elefántcsontpart                         | 0–0          | Egyiptom                          |
| ---------------------------------------- | ------------ | --------------------------------- |
|                                          | (0 – 0, 0–0) |                                   |
| Büntetőpárbaj                            |              |                                   |
| Domoraud Guel Diomandé Bakayoko Ouattara | 4 – 5        | Ramzy Radwan Kamouna Mostafa Imam |

| Városi Stadion, Ouagadougou Nézőszám: 20 000 Játékvezető: Ian McLeod (Dél-afrika) |

| 1998. február 22. 16:00 |

| Marokkó   | 1–2   | Dél-afrikai Köztársaság |
| --------- | ----- | ----------------------- |
| Chiba 36' | (1–1) | McCarthy 22' Nyathi 79' |

| Városi Stadion, Ouagadougou Nézőszám: 2 000 Játékvezető: Lucien Bouchardeau (Niger) |

#### Elődöntők
| 1998. február 25. 16:00 |

| Kongói DK         | 1–2 (h.u.)   | Dél-afrikai Köztársaság |
| ----------------- | ------------ | ----------------------- |
| Bembuana-Keve 48' | (0–0, 1 - 1) | McCarthy 60' 112'       |

| Augusztus 4-e Stadion, Ouagadougou Nézőszám: 4 000 Játékvezető: Charles Masembe (Uganda) |

| 1998. február 25. 20:00 |

| Burkina Faso | 0–2   | Egyiptom          |
| ------------ | ----- | ----------------- |
|              | (0–1) | H. Hassan 40' 71' |

| Városi Stadion, Bobo-Dioulasso Nézőszám: 40 000 Játékvezető: Kim Milton Nielsen (Dánia) |

#### Bronzmérkőzés
| 1998. február 27. 16:00 |

| Kongói DK                                 | 4–4          | Burkina Faso                                  |
| ----------------------------------------- | ------------ | --------------------------------------------- |
| Mungongo 76' 89' Kasongo 86' Tondelua 88' | (0 – 1, 4–4) | A. Ouédraogo 6' Barro 52' Napon 56' Tallé 86' |
| Büntetőpárbaj                             |              |                                               |
| Simba Mamale Kisombe Selenge              | 4 – 1        | S. Traoré F. Sanou Diabaté                    |

| Városi Stadion, Ouagadougou Nézőszám: 25 000 Játékvezető: Gamál al-Gandúr (Egyiptom) |

#### Döntő
| 1998. február 28. 16:00 |

| Dél-afrikai Köztársaság | 0–2   | Egyiptom                 |
| ----------------------- | ----- | ------------------------ |
|                         | (0–2) | A. Hassan 5' Mostafa 13' |

| Augusztus 4-e Stadion, Ouagadougou Nézőszám: 40 000 Játékvezető: Szaíd Belkola (Marokkó) |

| 1998-as afrikai nemzetek kupája bajnoka: |
| ---------------------------------------- |
| EGYIPTOM 4. cím                          |

## Gólszerzők
| 7 gól - Hossam Hassan - Benedict McCarthy 4 gól - Jerry Tondelua - Joël Tiéhi 3 gól - Alphonse Tchami - Souleymane Oularé 2 gól - Paulo Silva - Kassoum Ouédraogo - Lokenge Mungongo - Ibrahima Bakayoko - Tchiressoua Guel - Said Chiba - Eliphas Shivute - Gervatius Uri Khob - Mehdi Ben Slimane - Hassan Gabsi - Ziad Tlemçani | 1 gól - Billel Dziri - Moussa Saïb - Lanzaro - Miguel Pereira - Quinzinho - Oumar Barro - Roméo Kambou - Sidi Napon - Alassane Ouédraogo - Ibrahima Tallé - Seydou Traoré - Joseph-Désiré Job - Pierre Womé - Eddy Bembuana-Keve - Banza Kasongo - Okitankoyi Kimoto - Mundaba Kisombe - Lassina Diabaté - Ahmed Ouattra - Ahmed Hassan - Tarek Mostafa - Yasser Radwan | - Mohammed Gargo - Samuel Johnson - Alex Nyarko - Ahmed Bahja - Ali El Khattabi - Youssef Fertout - Musztafí Hadzsí - Avelino - Ricardo Mannetti - Robert Nauseb - Simon Uutoni - Helman Mkhalele - David Nyathi - Komlan Assignon - Franck Doté - Massamasso Tchangai - Mohamed Coubadja Touré - Kalusha Bwalya - Tenant Chilumba - Rotson Kilambe - Masauso Tembo |

## A bajnokság válogatottja (All Star Team)
| Kapusok        | Védők                                          | Középpályások                                              | Csatárok                        |
| -------------- | ---------------------------------------------- | ---------------------------------------------------------- | ------------------------------- |
| Nader El-Sayed | Mark Fish Jojo Núr ed-Dín Najbet Mohamed Omara | Charles Akonnor Hassan Gabsi Tchiressoua Guel Ekanza Simba | Hossam Hassan Benedict McCarthy |

## Külső hivatkozások
- Részletek az RSSSF.com-on